# Leonor von Spanien

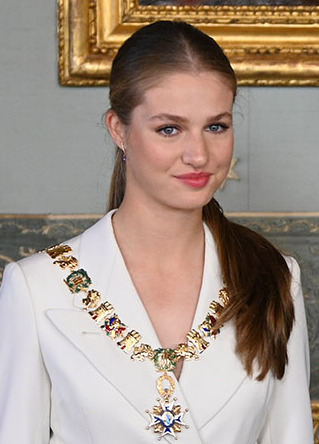
Leonor von Spanien (2023)

Leonor von Spanien (Leonor de Todos los Santos de Borbón y Ortiz, * 31. Oktober 2005 in Madrid, Spanien) ist das erste Kind des spanischen Königs Felipe VI. und dessen Frau Letizia. Leonor steht auf dem ersten Platz in der spanischen Thronfolge vor ihrer jüngeren Schwester, der Infantin Sofía.

## Leben

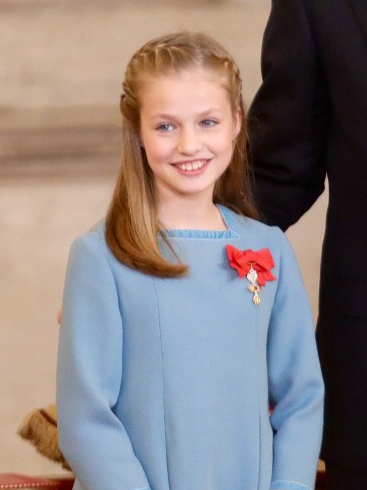
Leonor von Spanien (2018)

### Taufe
Die Infantin wurde am 14. Januar 2006 im Zarzuela-Palast durch den Erzbischof von Madrid Antonio Rouco Varela getauft. Wie bei ihrem Vater 1968 wurde gemäß der Familientradition Wasser des Jordan verwendet. Ihrem Vornamen wurde nach Tradition der Bourbonen de Todos los Santos („von Allen Heiligen“) hinzugesetzt. Taufpaten waren ihre Großeltern väterlicherseits, König Juan Carlos von Spanien und Königin Sophia von Spanien.

### Schulbesuch
Infantin Leonor begann ihre Schulausbildung am 15. September 2008 an der Schule Santa María de los Rosales im Madrider Stadtteil Aravaca. Auch ihr Vater hatte diese Schule besucht. 2018 verlieh ihr ihr Vater den Orden vom Goldenen Vlies und belehrte sie, sie müsse fortan „die Verfassung verteidigen“.
Im Sommer 2021 wechselte sie auf das walisische Internat UWC Atlantic im St. Donat’s Castle. Auch Prinzessin Alexia der Niederlande war auf dieser Schule.
Am 20. Mai 2023 erhielt Leonor bei einer Abschlussfeier am Atlantic College ihr Abiturzeugnis. Mit dabei waren ihre Eltern und ihre jüngere Schwester Sofía.

### Militärausbildung

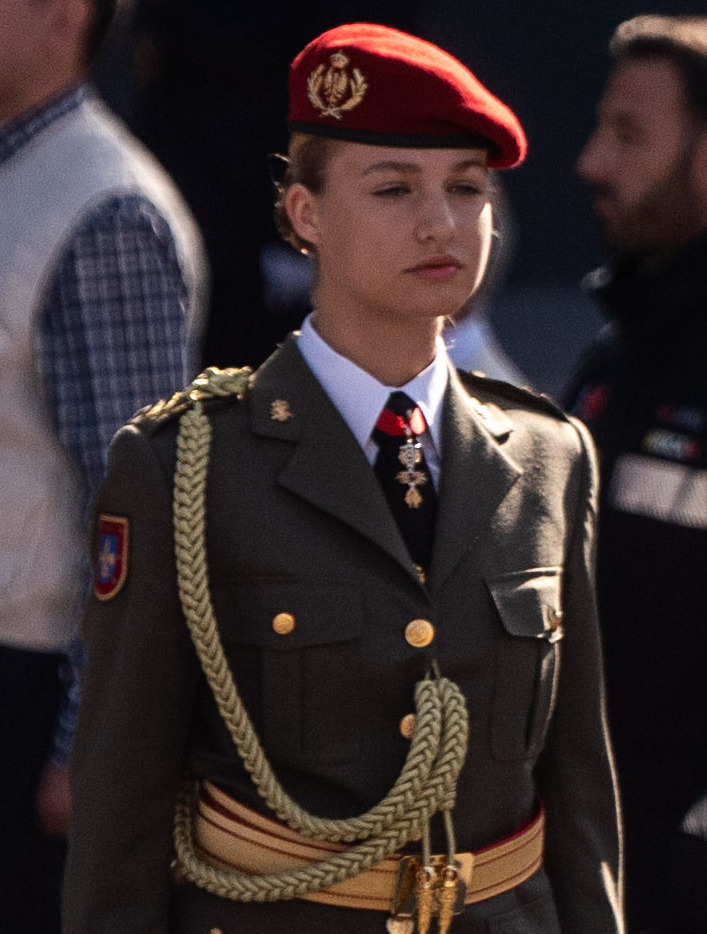
Leonor von Spanien (2023)

Am 17. August 2023 begann Leonor eine dreijährige Militärausbildung in allen drei Waffengattungen Heer (Ejército de Tierra), Marine (Armada Española) und Luftwaffe (Ejército del Aire). Eine Militärausbildung der Thronfolger ist in Spanien üblich, weil der König bzw. die Königin zugleich den Oberbefehl über die Streitkräfte innehat.

## Titel, Thronfolge und Anrede
Die Geburt Leonors löste eine Diskussion darüber aus, ob die spanische Verfassung zu ändern sei, um den Vorrang männlicher Erben vor ihren älteren Schwestern abzuschaffen. Eine vergleichbare Diskussion fand in Schweden nach der Geburt von Prinzessin Victoria statt und führte dort zu einer Änderung der Thronfolgeregelung. Im Falle einer solchen Verfassungsänderung in Spanien bliebe Leonor Kronprinzessin, selbst wenn sie einen Bruder bekäme. Sowohl das Königshaus als auch die führenden Parteien sind für eine solche Verfassungsänderung, konnten sich aber bisher nicht darauf einigen, sie in Angriff zu nehmen. Eine Änderung der Verfassung in Bezug auf die Thronfolge (und andere wesentliche Grundsätze) ist recht umständlich: Zunächst müssen beide Kammern des Parlaments diese mit Zweidrittelmehrheit beschließen, anschließend wird das Parlament aufgelöst. Nach der Neuwahl muss das neugewählte Parlament den Beschluss wieder mit Zweidrittelmehrheit ratifizieren, anschließend wird eine Volksabstimmung notwendig, damit die Verfassungsänderung in Kraft tritt.
Obwohl sie theoretisch immer noch von einem jüngeren Bruder von der ersten Stelle der Thronfolge verdrängt werden kann, trägt sie (entsprechend der spanischen Verfassung) seit der Amtsübernahme ihres Vaters am 19. Juni 2014 die offiziellen Titel der spanischen Thronerben: Fürstin von Asturien (span. Princesa de Asturias), Fürstin von Girona (Princesa de Girona) und Fürstin von Viana (Princesa de Viana), Erbin des Königreichs Kastilien, der Krone von Aragón und des Königreichs Navarra, Herzogin von Montblanc (Duquesa de Montblanc), Gräfin von Cervera (Condesa de Cervera) und Herrin von Balaguer (Señora de Balaguer).
Als Königin würde sie für Spanien als Ganzes die erste mit dem Namen Leonor sein. Sie könnte jedoch auch den Namen Leonor II. annehmen, da Navarra im 15. Jahrhundert eine Königin Eleonore (spanischer Name: Leonor, Reina de Navarra) besaß.
Als Tochter des Königs wird sie als Königliche Hoheit, Infantin von Spanien, angesprochen.

## Hoheitszeichen

Standarte der Fürstin von Asturien
Wappen der Fürstin von Asturien

## Vorfahren
| Ahnentafel Infantin Leonor de Todos los Santos de Borbón Ortiz | Ahnentafel Infantin Leonor de Todos los Santos de Borbón Ortiz                                                                   | Ahnentafel Infantin Leonor de Todos los Santos de Borbón Ortiz                                                                   | Ahnentafel Infantin Leonor de Todos los Santos de Borbón Ortiz                                    | Ahnentafel Infantin Leonor de Todos los Santos de Borbón Ortiz                                                                | Ahnentafel Infantin Leonor de Todos los Santos de Borbón Ortiz                            | Ahnentafel Infantin Leonor de Todos los Santos de Borbón Ortiz                            | Ahnentafel Infantin Leonor de Todos los Santos de Borbón Ortiz                                  | Ahnentafel Infantin Leonor de Todos los Santos de Borbón Ortiz                                  |
| -------------------------------------------------------------- | --- | --- | ------------------------------------------------------------------------------------------------- | --- | ----------------------------------------------------------------------------------------- | ----------------------------------------------------------------------------------------- | ----------------------------------------------------------------------------------------------- | ----------------------------------------------------------------------------------------------- |
| Ururgroßeltern                                                 | König Alfons XIII. (1886–1941) ⚭ 1906 Prinzessin Victoria Eugénie von Battenberg (1887–1969)                                     | Prinz Karl Maria von Neapel-Sizilien (1870–1949) ⚭ 1907 Prinzessin Luise Franziska von Orléans (1882–1958)                       | König Konstantin I. von Griechenland (1868–1923) ⚭ 1889 Prinzessin Sophie von Preußen (1870–1932) | Prinz Ernst August von Hannover, Herzog von Braunschweig (1887–1953) ⚭ 1913 Prinzessin Viktoria Luise von Preußen (1892–1980) | José Ortiz Pool (1889–1977) ⚭1912 Carmen Velasco Gutiérrez (1900–1987)                    | Eulalio Álvarez de la Fuente (1891–1969) ⚭1930 Plácida del Valle Arribas (1900–1993)      | Miguel Rocasolano Cebrián (1860–1941) ⚭ 1901 María Camacho Rodríguez (1869–1950)                | Enrique Rodríguez (1867–1936) ⚭1899 María Paloma Figueredo (1884–1978)                          |
| Urgroßeltern                                                   | Prinz Johann von Spanien, Graf von Barcelona (1913–1993) ⚭ 1935 Prinzessin María de las Mercedes von Neapel-Sizilien (1910–2000) | Prinz Johann von Spanien, Graf von Barcelona (1913–1993) ⚭ 1935 Prinzessin María de las Mercedes von Neapel-Sizilien (1910–2000) | König Paul von Griechenland (1901–1964) ⚭ 1938 Prinzessin Friederike von Hannover (1917–1981)     | König Paul von Griechenland (1901–1964) ⚭ 1938 Prinzessin Friederike von Hannover (1917–1981)                                 | José Luis Ortiz Velasco (1923–2005) ⚭ 1949 María del Carmen Álvarez del Valle (1928–2021) | José Luis Ortiz Velasco (1923–2005) ⚭ 1949 María del Carmen Álvarez del Valle (1928–2021) | Francisco Julio Rocasolano Camacho (1918–2015) ⚭ 1950 Enriqueta Rodríguez Figueredo (1919–2008) | Francisco Julio Rocasolano Camacho (1918–2015) ⚭ 1950 Enriqueta Rodríguez Figueredo (1919–2008) |
| Großeltern                                                     | König Juan Carlos I. (* 1938) ⚭ 1962 Prinzessin Sophia von Griechenland (* 1938)                                                 | König Juan Carlos I. (* 1938) ⚭ 1962 Prinzessin Sophia von Griechenland (* 1938)                                                 | König Juan Carlos I. (* 1938) ⚭ 1962 Prinzessin Sophia von Griechenland (* 1938)                  | König Juan Carlos I. (* 1938) ⚭ 1962 Prinzessin Sophia von Griechenland (* 1938)                                              | Jesús José Ortiz Álvarez (* 1949) ⚭ 1971 María Paloma Rocasolano Rodríguez (* 1952)       | Jesús José Ortiz Álvarez (* 1949) ⚭ 1971 María Paloma Rocasolano Rodríguez (* 1952)       | Jesús José Ortiz Álvarez (* 1949) ⚭ 1971 María Paloma Rocasolano Rodríguez (* 1952)             | Jesús José Ortiz Álvarez (* 1949) ⚭ 1971 María Paloma Rocasolano Rodríguez (* 1952)             |
| Eltern                                                         | König Felipe VI. (* 1968) ⚭ 2004 Letizia von Spanien (* 1972)                                                                    | König Felipe VI. (* 1968) ⚭ 2004 Letizia von Spanien (* 1972)                                                                    | König Felipe VI. (* 1968) ⚭ 2004 Letizia von Spanien (* 1972)                                     | König Felipe VI. (* 1968) ⚭ 2004 Letizia von Spanien (* 1972)                                                                 | König Felipe VI. (* 1968) ⚭ 2004 Letizia von Spanien (* 1972)                             | König Felipe VI. (* 1968) ⚭ 2004 Letizia von Spanien (* 1972)                             | König Felipe VI. (* 1968) ⚭ 2004 Letizia von Spanien (* 1972)                                   | König Felipe VI. (* 1968) ⚭ 2004 Letizia von Spanien (* 1972)                                   |
| Leonor, Fürstin von Asturien (* 2005)                          | | |                                                                                                   | |                                                                                           |                                                                                           |                                                                                                 |                                                                                                 |